# Call of Duty: Elite
Call of Duty: Elite foi um serviço gratuito / de assinatura paga, criado pela Beachhead Studios para a parte multiplayer de Call of Duty: Modern Warfare 3 e Call of Duty: Black Ops II. Muito parecido com Bungie.net e Battle.net, o serviço contava com estatísticas reais através de vários jogos, assim como uma infinidade de opções de redes sociais. Foi anunciado inicialmente pelo Wall Street Journal e foi apresentado na E3 2011 pela Activision. A assinatura paga de Elite tinha um preço anual nos Estados Unidos de $49,99 e de 49,99€ na Europa, para todas as características gratuitas, incluindo recursos especiais exclusivos, como conteúdo para download mensal, concursos diários com prêmios virtuais e reais, a capacidade para subir de nível o clã, pro-análise e estratégias, TV Elite, etc.
Call of Duty: Elite tinha uma aplicação de consola para as versões Xbox 360 e PlayStation 3. O aplicativo permitia aos usuários aceder a Call of Duty: Elite nas suas consolas. Elite também tinha um aplicativo móvel que permitia aos usuários aceder nos seus Smartphones como o iPhone e o Android. Elite também tinha integração com o Facebook, que permitia que usuários com contas do Facebook possam ver os seus amigos do Facebook quando eles estão em linha com qualquer título de Call of Duty e lhes permite convidar seus amigos para um hall de entrada da aplicação no Facebook. A beta para o público foi lançada em 14 de julho de 2011 na Xbox 360 exclusivamente para Black Ops. Convites para a versão PS3 começaram a ser enviados em 19 de setembro de 2011. Para entrar no beta, os usuários tinham de se inscrever no site oficial de Call of Duty: Elite, depois recebiam um email dizendo que tinham sido aceites. O beta terminou em 18 de outubro de 2011, no entanto, a Activision declarou que "Os jogadores podem ter certeza de que toda a atividade beta passa para quando Call of Duty: Elite for lançado oficialmente a 8 de novembro".
Call of Duty: Elite foi lançado oficialmente em 8 de novembro de 2011 para coincidir com o lançamento de Modern Warfare 3.
A 26 de Fevereiro de 2014 a Activision informou que Call of Duty: Elite seria encerrado a 28 de Fevereiro de 2014.

## História
Elite foi recebido como um serviço intermitente após o lançamento de Modern Warfare 3. Em 08 de novembro de 2011, o serviço premium foi abaixado por usuários free até 01 dezembro de 2011. A Beachhead Studios reconheceu que a aplicação de consola tinha tido uma procura sem precedentes e que, portanto, fez com que muitos dos cortes fossem acontecendo. Depois de vários problemas em torno de lançamento, a Activision decidiu estender automaticamente todos os membros, premium pagantes por 30 dias. A Activision também afirmou que o serviço estará completamente operacional, tanto para usuários livres e premium (pagantes) a 01 dezembro de 2011.

## Conteúdos de Lançamento

Imagem de Call of Duty: Elite mostrando algumas estatísticas do jogador.

| Conteúdo                               | Data de lançamento | Data de lançamento | Data de lançamento |
| Conteúdo                               | Xbox 360           | PS3                | PC                 |
| -------------------------------------- | ------------------ | ------------------ | ------------------ |
| Multiplayer Maps Liberation and Piazza | 24 Janeiro 2012    | 28 Fevereiro 2012  | a anunciar         |
| Multiplayer Map Overwatch              | 21 Fevereiro 2012  | a anunciar         | a anunciar         |